# Anna de Austria (1432–1462)
Anna de Austria (n. 12 aprilie 1432, Viena, Ducatul Austriei⁠(d) – d. 13 noiembrie 1462, Eckartsburg⁠(d), Saxonia-Anhalt, Germania), aparținând Casei de Habsburg, a fost ducesă titulară de Luxemburg din 1457 până în 1459 și ducesă de Saxonia prin căsătoria cu Wilhelm al III-lea de Turingia din 1446 până la moarte.

## Biografie
Anna a fost primul copil născut din căsătoria regelui romano-german Albert al II-lea (1397–1439) ca Elisabeta (c. 1409–1442), fiica împăratului Sigismund de Luxemburg.
La vârsta de 14 ani, pe 20 iunie 1446 la Jena, Anna s-a căsătorit cu ducele Wilhelm al III-lea de Turingia (1425–1482). Deși Anna a renunțat la pretențiile privind Austria, ea nu a renunțat la Boemia, Ungaria și celelalte țări stăpânite de tatăl ei, regele Albert al II-lea. Soacra acestuia (bunica Annei pe linia maternă) i-a cedat lui Wilhelm drepturile ei asupra Ducatului de Luxemburg, pe care el îl ocupase în 1441, dar fusese alungat de acolo de ducele Burgundiei, Filip cel Bun. În același timp Wilhelm a trebuit să renunțe la pretențiile asupra Boemiei în favoarea lui George de Poděbrady. În 1457, după moartea lui Ladislau Postumul, fratele Annei, Wilhelm s-a autointitulat „duce de Luxemburg”.
Wilhelm a alungat-o pe Anna după moartea fratelui ei, deoarece nu îi mai era utilă în situația politică existentă și altcineva ocupase tronul Boemiei. S-a îndreptat către iubita sa, Caterina de Brandenstein. Anna a fost ținută în cetatea Eckartsburg până la moarte. Odată a încercat să se întoarcă la soțul ei, dar se spune că acesta i-a aruncat în față un pantof de lemn în semn de salut și a trimis-o imediat înapoi de unde venise.
Anna a murit la vârsta de 30 de ani. Scurt timp după moartea ei, Wilhelm s-a căsătorit cu Caterina de Brandenstein în iulie 1463. Anna a fost înmormântată în Mănăstirea Reinhardsbrunn.

## Descendenți
Anna a avut două fiice din căsătoria ei cu Wilhelm:
- Margareta (1449–1501) căsătorită în 1476 cu principele elector Ioan de Brandenburg (1455–1499);[5]
- Caterina (1453–1534) căsătorită în 1471 cu ducele Henric al II-lea de Poděbrady (1452–1492).